# Feministit-Feministerna
Feministit-Feministerna (F-F) var en feministisk organisation som grundades 1976 i Helsingfors av främst finlandssvenska kvinnor, av vilka många tidigare varit verksamma i den 1974 bildade gruppen Marxist-feministerna. I stället för att arbeta genom officiella kanaler med staten som fokus, var gruppens primära strategi att bygga upp icke-hierarkiska medvetandehöjande smågrupper. Från 1976 var Sunniva Drake medlem i organisationen och främst lockade med kurser i kvinnligt självförsvar. Organisationen utgav tidningen Aikanainen. F-F:s verksamhet avtog i början av 1980-talet.